# رنتسو اولیویری
رننسو اولیویری (انگلیسی: Renzo Ulivieri؛ ‏تلفظ در ایتالیایی: [ˈrɛntso]؛ ‏ زادهٔ ۲ فوریهٔ ۱۹۴۱) بازیکن فوتبال اهل ایتالیا است.
از باشگاه‌هایی که در آن بازی کرده‌است می‌توان به باشگاه فوتبال فیورنتینا اشاره کرد.